# Грувес, Лизбет
Лизбет Грувес (нидерл. Lisbeth Gruwez; род. 1977) — бельгийская танцовщица.
Выступает в жанре современного танца.

## Биография
Родилась в 1977 году в бельгийском городе Кортрейке. Изучала современный танец в 1997—1998 годах в P.A.R.T.S. (Performing Arts Research and Training Studios) в Брюсселе. Дебютировала в составе танцевального братства Ultima Vez. С 1999 года работает с хореографом и современным художником Яном Фабром.
В 2006 году вышла из группы Фабра и вместе с музыкантом Маартеном Ван Каувенбергом основала свою собственную танцевальную фирму Voetvolk.
В 2007 году поставила свой первый собственный моноспектакль Forever Overhead.
Известна исполнением танца обнажённой с использованием оливкового масла.

## Спектакли
- As long as the world needs a warrior’s soul (2000)
- Je suis Sang (conte de fées médiéval) (2001)
- Quando l’uomo principale è una Donna (2004)
- Forever Overhead (2007)
- Birth of Prey (2008)

## Фильмография
Lost Persons Area (2009)